# Raúl Castro
Raúl Modesto Castro Ruz (Birán, 1931. június 3. –) hadseregtábornok, Kuba elnöke, miniszterelnöke, a kubai hadsereg parancsnoka, pártvezető, Fidel Castro öccse.
Bátyjával 1953-ban részt vett a Moncada laktanya sikertelen ostromában, majd két évet börtönben töltött. Kegyelemmel szabadult és Mexikóba távozott, ahol megszervezték a Batista-rendszer elleni gerillamozgalmat. 1956 végén Fidel Castro oldalán visszatért Kubába és két éves küzdelem után, 1959 elején mozgalmuk megdöntötte a Batista-rendszert. A kommunista Kuba hadseregének főparancsnoka és a katonai megtorlás egyik felelőse lett, számos katonát végeztetett ki. Hadügyminiszteri és számos fontos vezetői posztot kapott, bátyja mögött az új kommunista rendszer második számú vezetője lett. 
Ugyan tradicionális kommunistának számított, de a 80-as évektől korlátozott gazdasági reformokat tett lehetővé a felügyelete alá tartozó területeken. 2006-ban ideiglenesen átvette az ország irányítását betegeskedő bátyjától. 2008-ban hivatalosan is Kuba elnökévé választották. Posztjára 2013-ban újraválasztották és 2016-ban a Kubai Kommunista Párt főtitkári tisztét is megkapta. Elnöksége alatt a zárt kommunista rendszer óvatos gazdasági és társadalmi reformjába kezdett. Rendezte a kapcsolatot az Egyesült Államokkal, nagyobb teret engedett a gazdaságban a magánszektornak és csökkentette a kubaiakra vonatkozó utazási és egyéb tilalmakat. Úgy nyilatkozott, hogy 2018-ban lejáró elnöki ciklusa után már nem kíván tisztséget vállalni.

## Életpályája

### Származása és fiatalkora
Spanyol apa és kubai anya gyermeke. Két bátyja és négy lánytestvére is van. Bátyjával, Fidel Castróval együtt a jezsuiták havannai gimnáziumában tanultak, bár mindkettőjüket kicsapták rossz magaviseletük miatt. Ezt követően Havannában tanult társadalomtudományt. Fiatalon egy kommunista csoport tagja lett és bátyjával együtt vett részt a politikai rendszer elleni tüntetéseken.

### A kubai forradalomban

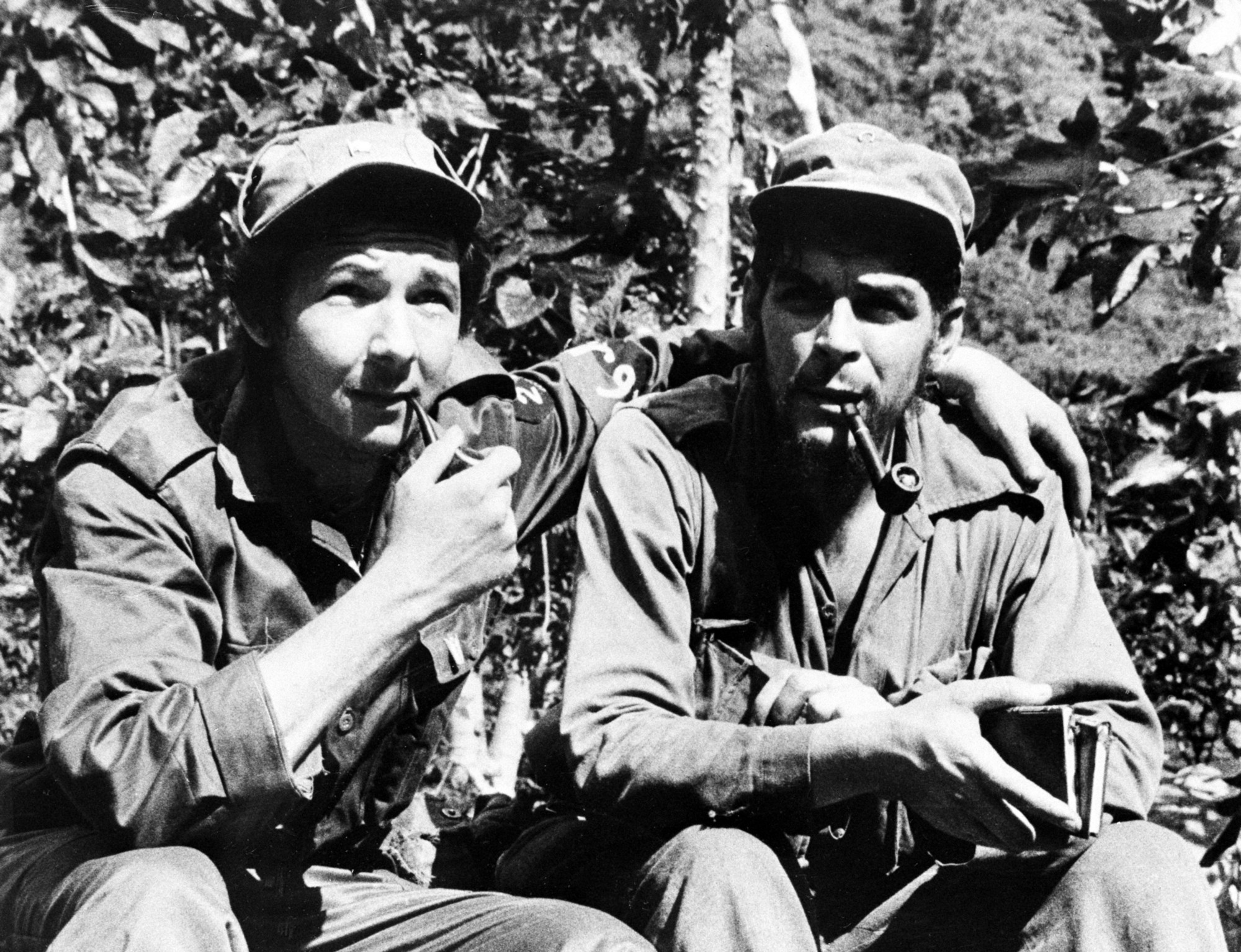
Raúl Castro (balra) Che Guevarával a Sierra Cristalban (1958)

1953-ban bátyjával együtt részt vett a Moncada laktanya sikertelen ostromában, amit a Fulgencio Batista vezette rezsim elleni felkelés kezdetének szántak. Részvételéért 15 év börtönre ítélték. Két évet töltött le büntetéséből: 1955-ben szabadon engedték. Ezután Mexikóba ment, ahol Fidellel és Ernesto „Che” Guevarával gerillacsapatot szerveztek. A gerillák – akiknek egyik csapatát Raúl vezette – 1956. december 2-án szálltak partra Kubában, és két éves harc után megdöntötték Batista uralmát.

### A kommunista Kuba második számú vezetője
A forradalom 1959. január 1-jei győzelme után Raúl a hadsereg főparancsnoka lett. Ebben a minőségében 100 Batistához hű katonai parancsnok kivégzését rendelte el. Számos poszton bátyja után a második számú vezető lett: ő lett az ország védelmi minisztere, az államtanács és a minisztertanács első elnökhelyettese, illetve a Kubai Kommunista Párt másodtitkára. Ugyanebben az évben feleségül vette Vilma Espín Guillois-t, aki szintén részt vett a forradalomban. 1962-ben Moszkvába utazott, hogy elmélyítse Kuba és a Szovjetunió kapcsolatait és szovjet katonai támogatást szerezzen. A 80-as évek során lehetővé tette, hogy a kubai hadsereg által irányított állami vállalatokban reformokkal kísérletezzenek. Az így szerzett pozitív tapasztalatok meggyőzték egy nagyobb gazdasági reform szükségességéről, amit különösen indokolttá tett, hogy a Szovjetunió összeomlását követően Kuba gazdasági válságba került. Így – noha a Castro fívérek közül őt tartották keményvonalasabb kommunistának – szószólója lett azoknak a gazdasági reformoknak, amelyek az 1990-es évek során lehetővé tették a kubai gazdaság legalább részbeni megújítását és életben tartását.

### Kuba vezetőjeként
Ahogy Fidel egészsége gyengült, Raúl került előtérbe mint lehetséges, sőt egyetlen utód. 2006. július 31-én ideiglenes hatállyal átvette az államtanács elnöki tisztségét, a fegyveres erők főparancsnoki posztját, a miniszterelnökséget és a Kubai Kommunista Párt központi bizottságának első titkári tisztségét. Szeptemberben 50 államfőt látott vendégül az el nem kötelezett országok csúcstalálkozóján Kubában. Nyitottnak mutatkozott az Egyesült Államokkal való párbeszédre, de decemberben elutasította, hogy találkozzon az Amerikai Egyesült Államok Kongresszusának tíz képviselőjével, amikor azok delegációja Kubába látogatott.
2007 júniusában elhunyt felesége, Vilma Espín Guillois.
2008-ban öt évre hivatalosan is az államtanács elnökévé választották, egyúttal ő lett a minisztertanács elnöke is. Castro reformokat kezdett, hogy új életet leheljen a nehéz helyzetben lévő gazdaságba: egyebek mellett feloldotta a bérek 60-as évek óta fennálló korlátozását, engedélyezte a kubaiaknak a mobiltelefonok és számítógépek vásárlását, illetve a korábban csak külföldieknek fenntartott hotelek használatát. 2010-ben bejelentette, hogy Kuba nagyobb teret enged gazdaságában a magánszektornak, illetve azt, hogy Kuba leépít 500 000 állami munkahelyet.
A Kubai Kommunista Párt élére hivatalosan 2011 áprilisában került, miután bátyja arról a posztról is lemondott. Augusztusban újabb reformokat jelentett be a magánszektor javára, illetve bejelentette újabb állami alkalmazottak elbocsátását és számos utazási korlátozás feloldását is.
2013 februárjában újabb öt évre választották elnökké. Ekkor bejelentette, hogy újabb ciklust már nem vállal és a 2018-ban lejáró elnöki mandátumát követően visszavonul. Alelnöke a keményvonalas, és ekkor 82 éves José Ramón Machado Ventura helyett az ekkor 52 éves Miguel Díaz-Canel lett. Castro 2013-ban kezet fogott Barack Obama amerikai elnökkel Nelson Mandela temetésén, majd 2014 decemberében a két vezető – két, egymástól független televíziós interjúban – bejelentette, hogy 18 hónapig tartó titkos tárgyalás után Kuba és az Egyesült Államok helyreállítja a két ország között 1961 januárjában megszakadt diplomáciai kapcsolatot. (A tárgyalás a Vatikán közvetítésével zajlott.) A nagykövetségek kölcsönös megnyitására 2015 júliusában került sor és 2016 márciusában Obama – 80 év után első amerikai elnökként – Kubába látogatott. Castro ugyanakkor óvakodott a túl gyors változástól. A kommunista párt élére ebben az évben öt évre újraválasztották őt és az immár 85 éves keményvonalas kommunista Venturát.
Castro 2015-ben tett hivatalos olaszországi látogatása során meglátogatta Ferenc pápát is, majd ugyanabban az évben az egyházfő látogatott el Kubába.
2021. április 16-án a Kubai Kommunista Párt kongresszusán bejelentette, hogy lemond első titkári tisztségéről.